# Parabola
Parábola, metnica je geometrijsko mesto točk ravnine, ki so od dane premice (vodnica parabole) enako oddaljene kot od dane točke (gorišča parabole). 
V primeru, ko ima vodnica enačbo {\displaystyle \,x=-{\frac {p}{2}}\,}, in je gorišče točka {\displaystyle F\left({\frac {p}{2}}\,,0\right)}, zadošča parabola enačbi:
{\displaystyle \,y^{2}=2px\!\,.}
Vse ostale parabole dobimo z vzporednimi premiki in vrtenjem te parabole.

## Parabola kot graf kvadratne funkcije
Parabola, ki ima v kartezičnem koordinatnem sistemu simetralo vzporedno osi y, je graf kvadratne funkcije, določena z enačbo:
{\displaystyle \,y=ax^{2}+bx+c\!\,,}
kjer so realna števila {\displaystyle a\neq 0}, {\displaystyle b} in {\displaystyle c} koeficienti parabole.
Vodilni koeficient a »nadzira« konkavnost ali konveksnost parabole:
- a > 0 : parabola je konveksna in teme parabole ima najmanjšo možno ordinato,
- a < 0 : parabola je konkavna in teme parabole ima največjo možno ordinato.

Linearni koeficient b je vezan na os simetrije parabole. Os je premica vzporedna ordinatni osi in gre skozi točko z absciso -b/2a.
Svobodni ali prosti koeficient c nam da presek parabole z ordinatno osjo.